# Jorge Luis Manjarrés
Jorge Luis Manjarrés Duque (Barranquilla, 27 de novembro de 1988) é um ex-voleibolista indoor e atualmente jogador de vôlei de praia colombiano.

## Carreira
Ele é conhecido como El zurdo (canhoto) e cresceu no bairro Olaya de La Arenosa, Barranquilla,  e aos 18 anos aconselhado por um amigo mudou-se para Medellín; e seu início  com o desporto remonta quando estava na quinta série da Escuela Normal Superior La Hacienda, onde começou a jogar beisebol, e com a ajuda do professor Diego Guarín o voleibol foi a modalidade que se dedicou e logo estava representando as equipes do Atlántico e Antioquia em diversas categorias e campeonatos,  obteve a medalha de ouro nos Jogos Desportivos Nacionais de 2012, sediado em Cauca (Colômbia), Córdoba (Colômbia) e Norte de Santander, depois, de tal conquista que desde criança sonhava alcançar, abandona o voleibol, e dedica-se aos estudos e outras atividade e quando surgiu o convite para jogar na praia e em 2014, formava dupla com Johan Murrayno circuito sul-americano na etapa de Medellín e finalizaram na nona posição, mesma posição na etapa de Tota
.Na temporada de 2015, atuaram juntos na fase de grupos da Continental Cup em Cochabamba e qualificaram-se para a fase final.
Em 2015, disputou o circuito espanhol com Julián Castro e obtiveram o nono lugar na etapa de Laredo, também representando Antioquia disputou com Johan Murray a vigésima edição dos Jogos Desportivos Nacionais em Quibdó e foram semifinalistas. Juntos, disputaram no circuito sul-americano de 2016, a etapa de Cartagena das Índias e terminaram na quarta posição e o bronze na etapa de Santa Cruz de La Sierra, terminou em sétimo no Finals CSV 2015-16 em La Rioja e disputaram a Final da Continental Cup em Santiago. 
Na temporada de 2017, ao lado de Johan Murray, foram medalhistas de bronze nos Jogos Bolivarianos de Santa Marta. Outra vez ao lado de Johan Murray, obteve no circuito sul-americano de 2018, o décimo terceiro lugar em Nova Viçosa, nona posição no Grand Slam de Rosário (Argentina), a quarta posição na etapa de Coquimbo, quinta posição na etapa de Cañete, o nono lugar na posição em Santa Cruz de Cabrália e o sexto lugar na etapa de Montevidéu.
Na edição dos Jogos Centro-Americanos e do Caribe de 2018 em Barranquilla foi parceiro de Johan Murray na conquista da medalha de bronze. Juntos competiram em 2019, terminou em nono lugar na etapa do circuito sul-americano de São Francisco do Sul e o nono lugar na etapa de Coquimbo. E representando Antioquia, esteve com Johan Murray na vigésima primeira edição dos Jogos Desportivos Nacionais em Cartagena das Índias e foram medalhistas de bronze, terminaram na quinta posição na edição dos Jogos Sul-Americanos de Praia de 2019 em Rosário (Argentina) e conquistaram o vice-campeonato na etapa de Mar del Plata.Em 2021, disputaram a IV Jogos Desportivos Nacionais de Mar e Praia em Bogotá e esteve com Johan Murray na conquista da medalha de ouro.
Em 2023 obteve o décimo terceiro lugar no Finals CSV 2022-23 em Uberlândia ao lado de Johan Murray, com este jogador  disputou os Jogos Sul-Americanos de Praia de 2023 em Santa Marta (Colômbia) e terminaram na quinta posição.